# Guatteria gamosepala
Guatteria gamosepala é uma espécie de magnólia. Foi descrito pela primeira vez por Robert Elias Fries .  Guatteria gamosepala pertence ao gênero Guatteria, e à família Annonaceae. Não existe esse tipo listado.